# Grup d'Artilleria de Campanya Autopropulsada XII
El Grup d'Artilleria de Campaña Autopropulsada XII (GACA ATP XII) és una unitat d'artilleria autopropulsada de l'Exèrcit de Terra Espanyol. El GACA ATP XII forma part de la Brigada d'Infanteria Cuirassada «Guadarrama» XII, que al seu torn està integrada en les Forces Pesades, fins a 2006 denominades Divisió Mecanitzada “Brunete” n.º 1.

## Història
El Grup va ser creat l'any 1965 després de la reorganització de l'Exèrcit, constituint-se l'1 de febrer de 1966 amb personal procedent del Regiment d'Artilleria de Campanya n. 13, de Getafe (Madrid), que fins llavors havia enquadrat a tota l'Artilleria de la Divisió Cuirassada.

### Campanya del Sàhara i Operació Oreneta
En 1974 la Brigada d'Infanteria Cuirassada «Guadarrama» XII va rebre l'ordre d'integrar-se en una missió tàctica real en el Sàhara Espanyol. El Batalló de Carros II/61, denominat en l'actualitat Batalló "León", i el Grup d'Artilleria XII al complet van ser enviats al Sàhara, desembarcant el 19 d'octubre d'aquell any i unint-se a la companyia de carros de la Legió. Durant la campanya el Grup va fer tasques de suport i protecció, patrulles i destacaments amb un grau molt alt d'operativitat. El 24 de juny de 1975 es van produir les primeres baixes a trepitjar una mina un vehicle del Grup d'Artilleria, morint un tinent, un sergent i tres soldats. Acordat l'abandó del territori (Operació Oreneta), els efectius van tornar a la Caserna d'El Goloso durant els mesos de desembre de 1975 i gener de l'any següent.

## Escut d'armes
En un camp de gules (vermell heràldic) dos canons d'or posats en souter, una pila de deu bales de canó i un creixent carregat en algunes versions amb la xifra del grup "XII".